# Gonyosoma
Gonyosoma  es un género de serpientes de la familia Colubridae. Se distribuyen por la región indomalaya, China y la Wallacea.

## Especies
Se reconocen las siguientes especies:
- Gonyosoma boulengeri (Mocquard, 1897)
- Gonyosoma frenatum (Gray, 1853)
- Gonyosoma hainanense  Peng et al., 2021[2]
- Gonyosoma iadinum Poyarkov, Bragin, Idiiatullina, Tran, Le, David & Nguyen, 2025[3]
- Gonyosoma jansenii (Bleeker, 1859)
- Gonyosoma margaritatum Peters, 1871
- Gonyosoma oxycephalum (Boie, 1827)
- Gonyosoma prasinum (Blyth, 1854)